# 3993 Šorm
3993 Šorm eller 1988 VV5 är en asteroid i huvudbältet som upptäcktes den 4 november 1988 av den tjeckiske astronomen Antonín Mrkos vid Kleť-observatoriet i Tjeckien. Den är uppkallad efter den tjeckiske kemisten František Šorm.
Asteroiden har en diameter på ungefär 8 kilometer.